# Bataille d'Azincourt
Pour les articles homonymes, voir Azincourt (homonymie).
 (février 2018).
Guerre de Cent Ans
Batailles
La bataille d'Azincourt (en anglais : Battle of Agincourt) se déroule le 25 octobre 1415 près du village d'Azincourt, dans le nord de la France. Cette importante bataille de la guerre de Cent Ans se conclut par la victoire inattendue et écrasante des armées anglaises d'Henri V sur les troupes françaises pourtant supérieures en nombre et en chevaliers.
Les troupes françaises, fortes d'environ 10 000 hommes, tentent de barrer la route à l'armée du roi d'Angleterre Henri V, forte d'environ 8 000 hommes qui tente de regagner Calais, devenue anglaise en 1347.
Débarquée le 13 août au lieu-dit « Chef-de-Caux », près de la ville d'Harfleur, l'armée anglaise parvient au bout d'un mois de siège (18 août – 22 septembre 1415) à prendre cette dernière, s'assurant ainsi d'une tête de pont en Normandie. Jugeant la saison trop avancée, Henri V se refuse à marcher sur Paris, et comme son aïeul Édouard III en 1346, il se dirige avec son armée vers le Nord de la France en vue de rembarquer vers l'Angleterre. L'ost du roi de France, Charles VI (absent car atteint alors d'une maladie mentale), parvient à rattraper les Anglais le 24 octobre. La bataille qui s'ensuit se solde par une défaite importante pour le camp français : la cavalerie lourde, rendue moins efficace par un terrain boueux et les retranchements anglais, est transpercée par les archers anglais et gallois, équipés de grands arcs à très longue portée.
Cette bataille, où la chevalerie française est mise en déroute par des soldats anglais inférieurs en nombre, est souvent considérée comme la fin de l'ère de la chevalerie et le début de la suprématie des armes à distance sur la mêlée (armes de distance qui dans les armées françaises depuis 1340 incluent les armes à feu). La défaite est, en réaction, une cause majeure de l'épopée de Jeanne d'Arc, puis de l'investissement dans l'artillerie qui deviendra une spécialité française.
Pour les Anglais, cette bataille reste l'une des victoires les plus célébrées, notamment par William Shakespeare dans Henri V.

## Contexte
Henri V d'Angleterre envahit la France après l'échec des négociations avec les Français. Il revendique le titre de roi de France à travers la lignée de son arrière-grand-père Édouard III, bien qu'en pratique les rois d'Angleterre fussent prêts à renoncer à cette revendication si les Français reconnaissaient leur souveraineté en Aquitaine, notamment lors du traité de Brétigny en 1360. Henri convoque alors un grand conseil au printemps 1414 pour discuter d'une guerre avec la France, mais les barons présents insistent pour qu'il négocie plus vigoureusement et qu'il modère ses revendications. Lors des négociations qui suivent, Henri V annonce qu'il abandonnera sa revendication au trône si les Français paient la somme restante de 1,6 million de couronnes pour la rançon du roi Jean II le Bon (qui avait été capturé à la bataille de Poitiers en 1356) et reconnaissent la souveraineté anglaise sur la Normandie, la Touraine, l'Anjou, la Bretagne et la Flandre, ainsi bien sûr que sur l'Aquitaine. Henri épouserait Catherine, la plus jeune fille du roi Charles VI et recevrait une dot de 2 millions de couronnes. Les Français répondent par des termes qu'ils considèrent comme généreux, à savoir une dot de 600 000 couronnes pour le mariage d'Henri et de Catherine ainsi qu'une Aquitaine anglaise élargie. Au début de l'année 1415, les négociations n'ayant abouti à rien, les Anglais affirment que les Français se sont moqués de leurs demandes et ont ridiculisé Henri V. En décembre 1414, le Parlement anglais est persuadé d'accorder à Henri un double subside, une taxe deux fois plus élevée qu'à l'ordinaire, afin qu'il puisse reconquérir ce qu'il considère comme son héritage en France. Le 19 avril 1415, Henri convoque à nouveau un grand conseil pour qu'il donne son feu vert à une guerre avec la France, et cette fois, les barons anglais acceptent.

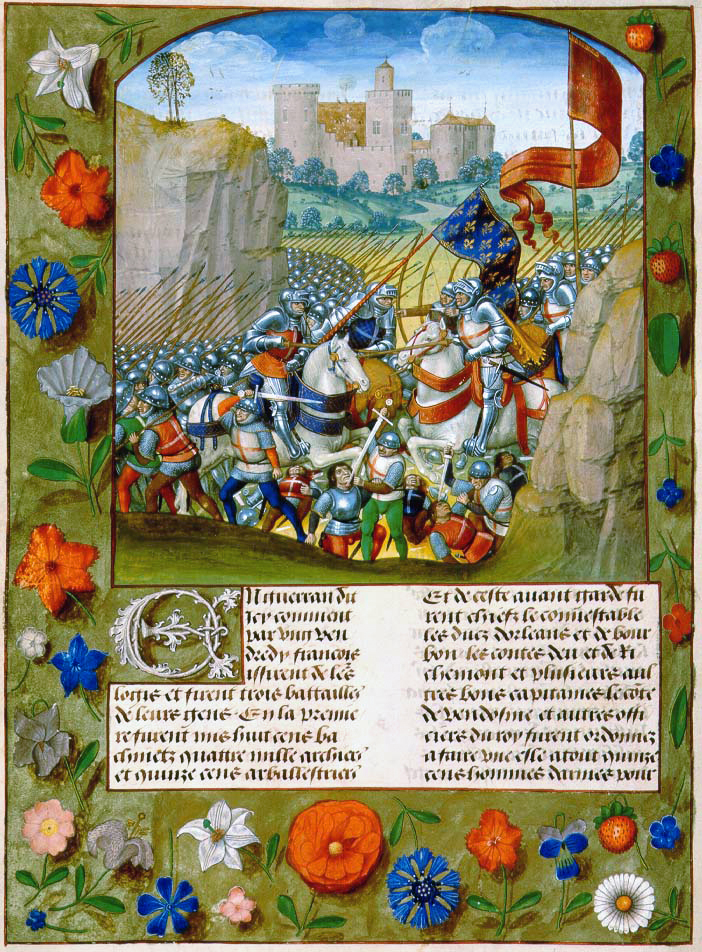
La bataille d'Azincourt (miniature extraite de la Chronique d'Enguerrand de Monstrelet, fin du XVe siècle).

Le mardi 13 août 1415, la flotte d'Henri V, forte de 1 600 navires, accoste en vue de Saint-Denis-Chef-de-Caux près de l'estuaire de la Seine. Le débarquement a lieu le lendemain, 14 août, avec une armée de près de 30 000 hommes. Il entreprend le siège d'Harfleur avec 6 000 hommes d'armes et 24 000 archers. Les commandants français d'Harfleur lui demandent d'accorder un délai qui s'étende jusqu'au 23 septembre, date à laquelle la ville capitulerait si une armée française de secours n'arrivait pas. Après avoir demandé de l'aide à l'armée française stationnée à Vernon et avoir essuyé un refus, Harfleur capitule le 22 septembre 1415. Henri V prévoit de faire ici la même chose qui avait déjà été faite avec Calais, c'est-à-dire la transformer en colonie anglaise. Les habitants qui sont prêts à servir le roi d'Angleterre sont autorisés à rester.
La dysenterie ayant frappé son armée, Henri doit provisoirement abandonner ses rêves de conquête et rembarquer pour l'Angleterre. Il laisse une garnison à Harfleur et quitte la ville le 8 octobre avec le reste de son armée en vue de regagner Calais. Il remonte par la rive gauche de la Somme, afin de trouver un pont ou un gué mal défendu. Même s'il parvient à franchir sans problème la Somme, Henri est suivi par une armée française qui essaie de lui barrer la route de Calais. Le 24 octobre, il est intercepté par cette armée  supérieure en nombre près du village d'Azincourt et doit livrer bataille.

## Configuration du terrain et conditions météorologiques

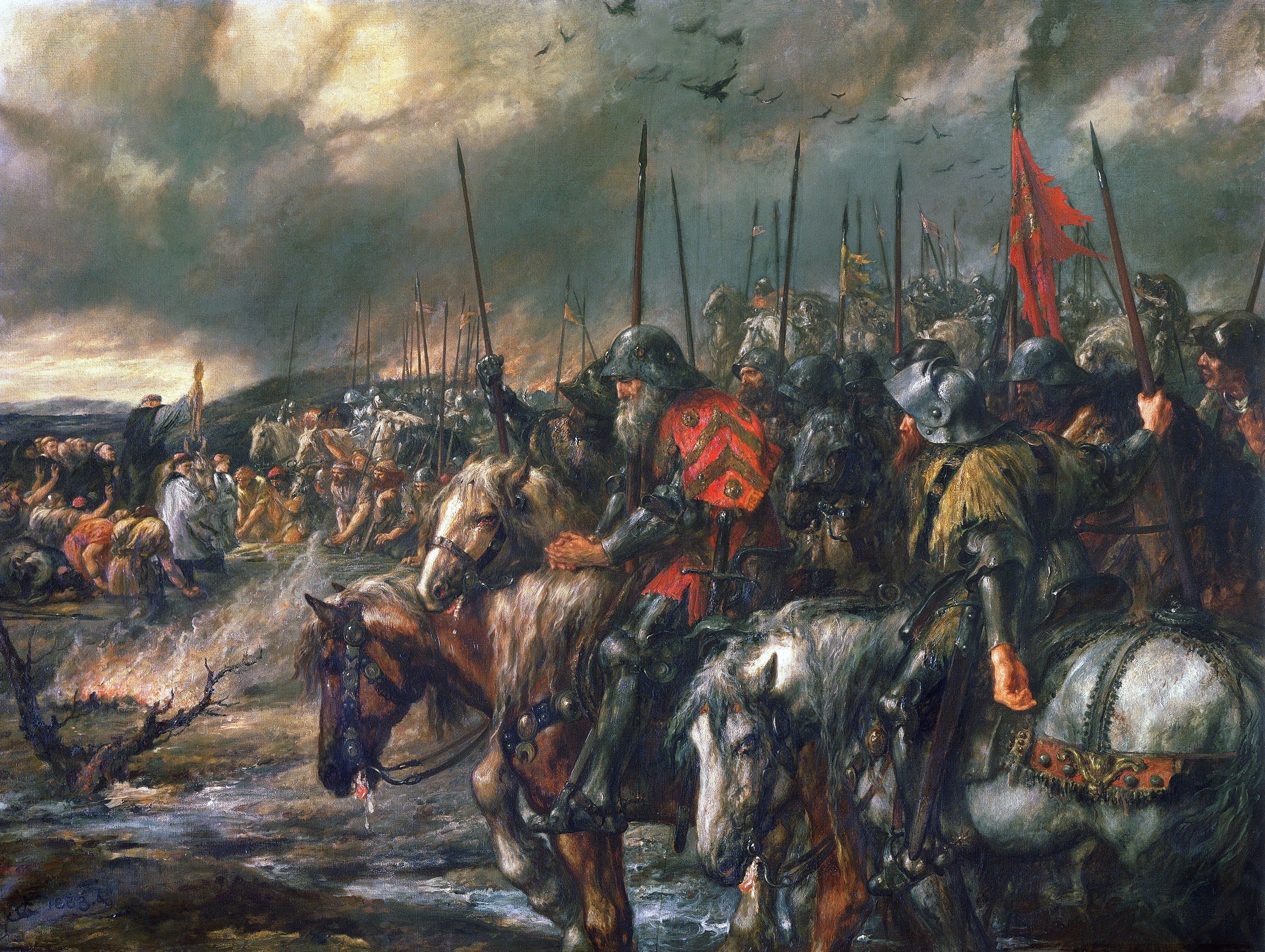
Le matin précédant la bataille. Peinture de Sir John Gilbert (1884).

La bataille a lieu dans la clairière entre les bois d'Azincourt et de Tramecourt, dans l'actuel Pas-de-Calais près du village d'Azincourt. Le champ de bataille a été un élément déterminant pour l'issue de l'affrontement. Au nord, au pied de la colline et dans des champs fraîchement labourés, se trouve l'armée commandée par Charles Ier d'Albret, connétable de France, qui s'y est placé, après une longue poursuite de onze jours, pour interdire le passage vers Calais aux forces anglaises qui ont mené une campagne sur la Somme.
La nuit du jeudi 24 octobre se passe sur le terrain pour les deux camps. Une lourde pluie tombe toute la nuit sur les deux armées peu abritées. Le champ de bataille, tout en longueur, est fortement détrempé, particulièrement côté français dans le bas de la colline où coule un ruisseau devenu torrent durant la nuit. Le terrain boueux désavantage l'armée française composée de nombreux chevaliers en armure dont certains se noient sous leur poids. Le religieux de Saint-Denis dira dans sa chronique que les troupes françaises « marchaient dans la boue qui s'enfonçait jusqu'aux genoux. Ils étaient déjà vaincus par la fatigue avant même de rencontrer l'ennemi ».

## Disposition des armées

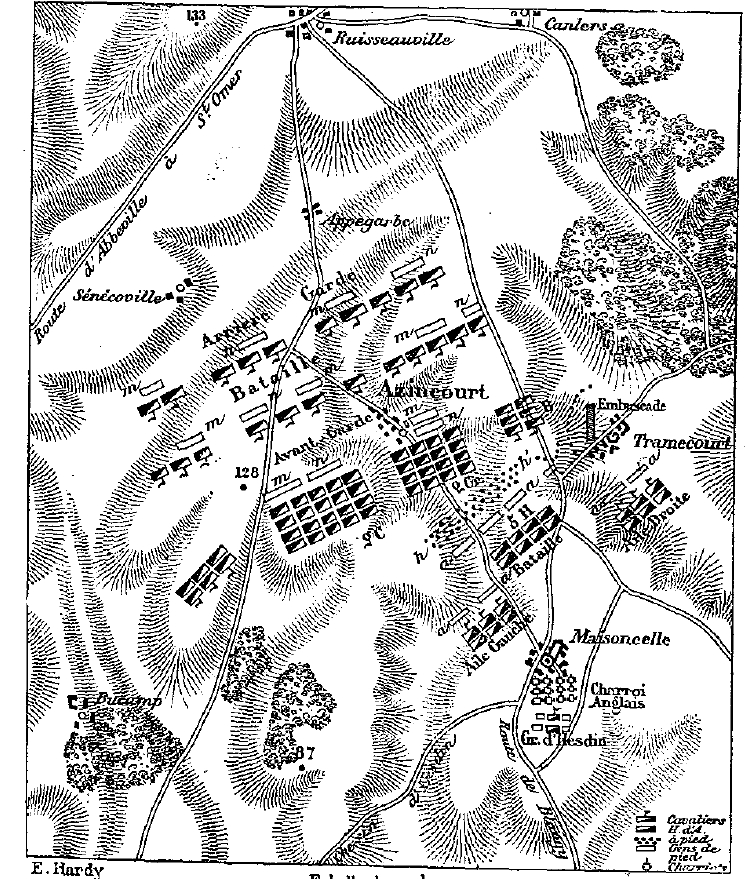
Position troupes lors de la bataille d'Azincourt
Troupes françaises :
L'avant-garde est composée de bacinets, chevaliers ou écuyers, d'archers (m) d'arbalétriers (n) et d'hommes d'armes à pied (C et Cr) que le connétable, Charles Ier d'Albret (C) conduit.
L'aile droite du comte de Vendôme, Louis de Bourbon est composé d'hommes d'armes
L'aile gauche était composée de l'élite des hommes d'armes à cheval (B).
L'arrière garde était le surplus des gens d'armes.
Troupes anglaises :
Les archers(a) sur le devant avec les gens d'armes derrière. Les deux autres ailes sont disposées de la même manière.

Au point du jour, le vendredi 25 (la Saint-Crépin), Henri V dispose sa petite armée (environ 6 000 combattants, dont 5 000 archers et 1 000 hommes d'armes). Il est probable que les trois forces habituelles aient été placées sur une ligne, chacune avec ses archers sur les flancs et les hommes d'armes démontés occupant le centre ; les archers étant placés en avant dans des avancées en forme de coin, presque exactement comme à la bataille de Crécy. Henry V se met en bon chef de guerre à la tête de ses hommes, entouré de sa garde personnelle, dans le corps de bataille principal, formé d'une ligne ininterrompue de combattants sur quatre rangs. Le duc d'York commande l'aile droite, tandis que le sire de Camoys est à la tête de l'aile gauche. Les archers sont menés par le duc d'Erpyngham, dont une grande majorité se trouve sur les flancs, ainsi que 200 autres archers dans le bois de Tramecourt afin d'empêcher un encerclement par les Français. Enfin, les archers se sont protégés par des rangées de pieux, destinés à briser la charge française.

Carte de la bataille d'Azincourt.

Les Français, en revanche, sont groupés sur trois lignes et en masse. Un grand nombre de seigneurs français sont présents, au point que des bannières doivent être repliées car elles gênent la vue du corps de bataille principal. Ils sont significativement plus nombreux que les Anglais, mais à Azincourt, ils ne peuvent pas utiliser la puissance de leur charge. Le terrain boueux fait glisser les chevaux lourdement chargés. Les quatre vagues d'attaque successives s'empêtrent les unes dans les autres.
L'avant-garde française est composée de 3 000 chevaliers, commandée par les grands seigneurs tels que le maréchal Boucicaut, le connétable Charles d'Albret, le duc d'Orléans, le duc de Bourbon, le comte de Vendôme, David de Rambures (grand maître des arbalétriers), le seigneur de Dampierre (amiral de France), Guichard Dauphin, et « autres officiers du roy » (d'après Monstrelet). Le plus puissant d'entre eux, le duc de Bourgogne, Jean sans Peur, est absent ; il désirait participer à la bataille et avait même mobilisé des troupes. Le gouvernement armagnac alors en place avait en effet commandé au duc de Bourgogne l'envoi de 500 hommes d'armes et de 300 archers. Cependant, sa présence n'était pas souhaitée à cause notamment de la rivalité entre les partis bourguignon et armagnac. De ce fait, Jean sans Peur donna à ses vassaux l'ordre de ne pas se rendre à la bataille, ordre qui ne fut bien entendu pas écouté puisque nombre de chevaliers français tués à Azincourt étaient sujets du duc de Bourgogne, dont ses propres frères Antoine de Brabant et Philippe de Nevers.
Le corps de bataille principal, 150 mètres derrière l'avant-garde, est fort de 4 000 hommes commandés par les comtes d'Aumale, de Dammartin et de Fauquembergues.
Ces deux premières batailles sont constituées d'hommes en armure qui ont mis pied à terre. L'arrière-garde se compose de combattants de petite noblesse et de combattants de basse naissance (soldats et hommes de traits) soit au total 4 100 combattants. Ils se sont fait ainsi reléguer à l'arrière à cause de l'organisation traditionnelle des batailles, qui veut que les grands soient à l'avant. De plus, selon les chroniqueurs[Lesquels ?], l'ost royal refuse l'aide de 4 000 arbalétriers génois car il s'estime bien assez nombreux. Sur les flancs, deux contingents de cavalerie lourde, soit 2 400 cavaliers. Son but est de briser les rangs d'archers anglais et de faciliter de cette manière l'attaque des batailles principales. Les commentateurs français estiment que les chevaliers ont peu à craindre car, s'ils sont capturés, une rançon sera versée pour les libérer. Ce n'est pas le cas de la piétaille, composée de simples soldats. Ceux-ci ont intérêt à défendre chèrement leur peau et à bien se battre.
Des débats courent sur le nombre de Français présents, amenant ainsi un rapport de un contre deux à un contre douze, soit environ 72 000 hommes d'armes français. Le nombre le plus raisonnable[réf. nécessaire] est celui d'Anne Curry : 13 500 Français. Le royaume de France ne peut mobiliser davantage, d'autant plus qu'une partie de l'ost est à Rouen chargée de la protection du roi.

## Déroulement de la bataille et massacre des prisonniers et blessés français

### L'échec des négociations
Pendant les trois premières heures après le lever du soleil, il n'y a aucun combat.
Des négociations s'engagent. Les Français demandent la renonciation du roi d'Angleterre à la couronne de France. Les Anglais de leur côté demandent l'accès libre à Calais et sont même prêts à rendre les forteresses qu'ils tiennent dans le Nord du royaume de France (Harfleur, qu'ils viennent de prendre après un long siège d'un mois, entre autres). Elles échouent, un drapeau de couleur rouge à tête de mort sera hissé par les Français pour annoncer aux Anglais qu'il n'y aura pas de prisonniers. Henri V alors qu'il pleut va mettre son armée à l'abri dans les granges du village, côté français on subit la pluie, plus que tout. Les Français sont sûrs de gagner et font la fête pendant la nuit, et les adoubements vont bon train.

### La bataille

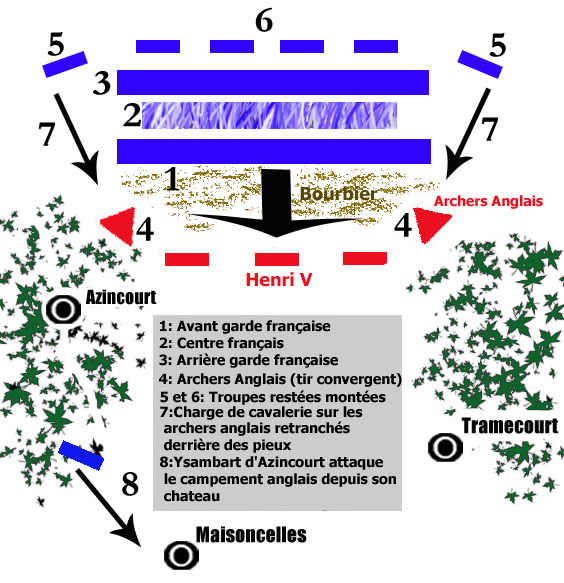
Bataille d’Azincourt : les Anglais sont positionnés derrière un bourbier et ne peuvent pas être tournés car leurs flancs sont protégés par des bois. Ils sont placés sur les ailes de manière à être plus efficaces contre les armures de plates profilées pour dévier les projectiles venant de face.

Il est dix heures. L'armée anglaise met genoux en terre et baise le sol. Le roi d'Angleterre, en manque de vivres avec une armée malade et fatiguée, ne peut repousser la bataille. Henri V d'Angleterre fait alors avancer ses hommes de 600 mètres vers les lignes françaises, d'une part pour les provoquer et les faire attaquer, d'autre part pour occuper la partie la plus étroite de la plaine, entre deux forêts. De plus, en se plaçant aussi près, il met les Français à portée des flèches des arcs anglais. Les archers se réfugient derrière des pieux qu'ils ont taillés le soir ou la veille, apportés et plantés dans le sol pour parer les charges de cavalerie. Ils décochent une première volée.
Oubliant les leçons des batailles de Crécy et de Poitiers, les chevaliers français, 1 200 hommes de cavalerie lourde sur chaque aile, chargent les rangs anglais. Mais seuls 900 cavaliers sont à leur poste. Le premier obstacle est le terrain, détrempé par la pluie qui s'est abattue toute la nuit et fraîchement labouré (nous sommes fin octobre), le second obstacle se trouve dans les archers anglais et leurs redoutables capacités. Criblés, cavaliers et montures n'atteignent pas les rangs ennemis. Ceux qui ont réussi sont empalés sur les pieux des archers ou capturés, voire tués.
Sur ce, les chevaux blessés cherchent à s'enfuir et se heurtent à l'avant-garde française à pied, qui devant ce massacre, décide de charger. Le connétable lui-même dirige la ligne principale d'hommes d'armes démontés. Et « fut l'avant-garde toute fendue en plusieurs lieus » (d'après la chronique de Ruisseauville). Alors « commencèrent à cheoir hommes d'armes sans nombre » (d'après Le Fèvre). Les archers anglais déversent leurs flèches et en noircissent le ciel. Du côté français, les hommes de traits sont bloqués derrière l'arrière-garde. Les Français utilisent des « canons et serpentines » (Le Fèvre).
Sous le poids de leurs armures, les hommes d'armes de l'avant-garde s'enfoncent profondément dans la boue à chaque pas. Ils atteignent cependant les lignes anglaises et engagent le combat avec les hommes d'armes anglais. Pendant un court moment, le combat est intense. L'armée anglaise se voit contrainte de reculer. Henri V est presque mis à terre, la couronne de son heaume voit l'un de ses ornements fendu par le connétable qui a réussi à fendre la garde rapprochée du roi, il est rapidement désarmé. Les archers anglais répondent par d'autres salves. Piégés dans un entonnoir, les Français, embourbés, obligés de baisser la tête face aux flèches, incapables de lever leurs armes dans cette mêlée trop serrée, sont immobilisés. Les Anglais en profitent et pénètrent les rangs français. Les archers délaissent leurs arcs pour des armes de corps à corps (épées, haches, maillets, becs de faucons…) et entrent dans la mêlée. L'avant-garde française est taillée en pièces en une demi-heure.
Cette première ligne ruinée bat en retraite mais se heurte à la deuxième ligne de bataille française qui entre dans la mêlée, ce qui engendre une énorme confusion. Les cadavres des chevaux et des hommes barrent toute progression et tout assaut. Les Anglais comprennent que la bataille est presque gagnée et cherchent à faire des prisonniers. Contrairement aux ordres d'Henri V, les hommes d'armes anglais profitent de la victoire qui se fait jour et font de nombreux prisonniers espérant en tirer rançon comme c'est alors l'usage, estimant en outre qu'il serait peu chrétien de les tuer. Certains Français, selon les chroniqueurs, s'enfuient alors.
Les Français reçoivent alors quelques renforts. D'abord, le duc de Brabant, frère de Jean sans Peur duc de Bourgogne, arrive avec onze de ses chevaliers. Il n'attend pas son armure qui doit arriver par convoi, endosse le tabard de son chambellan et fonce dans la mêlée.

### Le massacre des prisonniers et blessés français

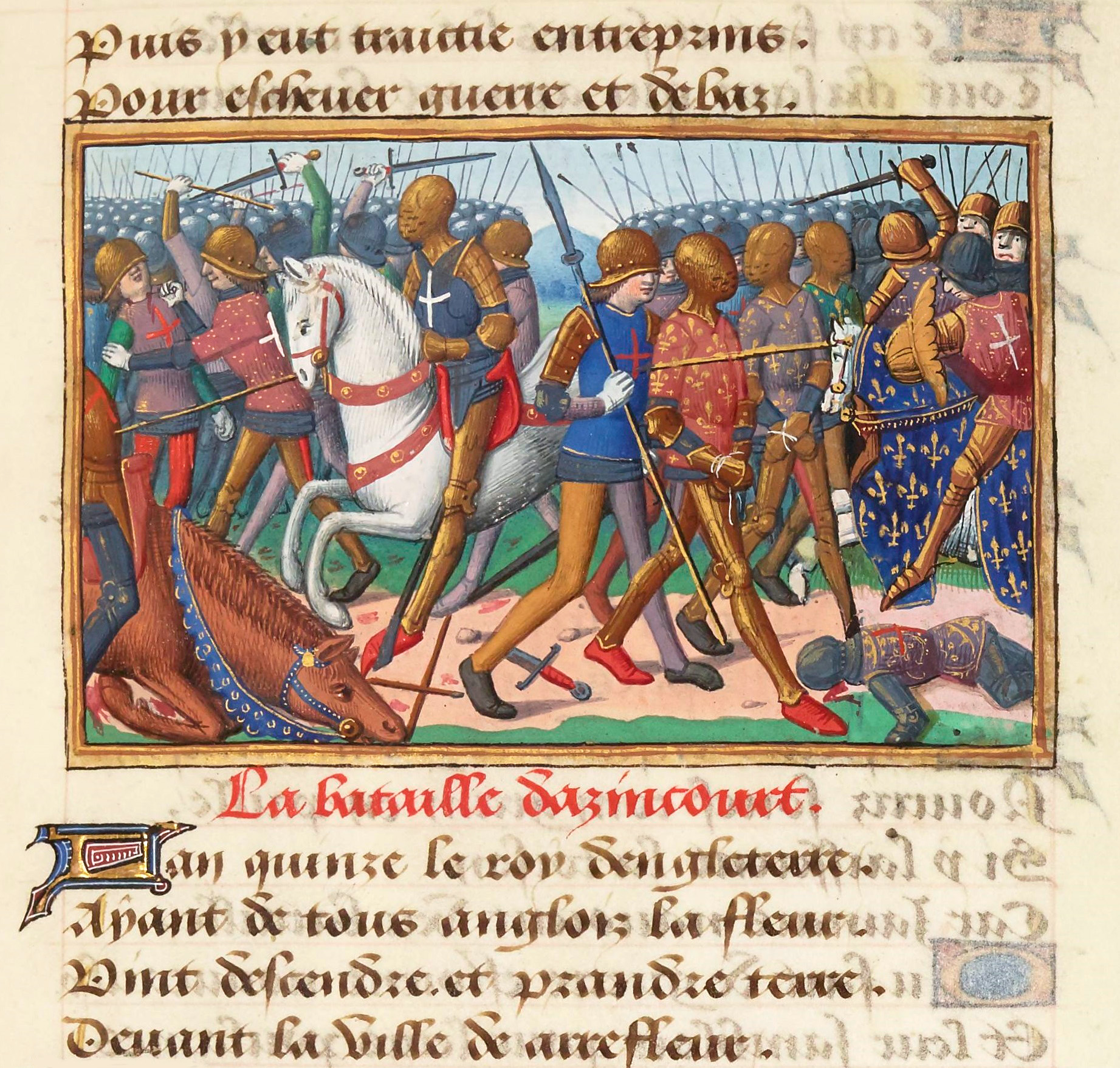
La bataille d'Azincourt. Miniature issue du manuscrit de Martial d'Auvergne, Les Vigiles de Charles VII, vers 1484, BNF.

Puis, dans le dos des Anglais, des cris retentissent. C'est Ysembart, seigneur d'Azincourt, Rifflart de Palmasse et Robinet de Bournonville, avec 600 paysans. Ils s'en prennent aux bagages royaux et s'emparent de l'épée royale, d'une couronne, des sceaux royaux et d'une partie du trésor royal. Tout montre à croire que cela était prévu dans le plan initial français. De peur d'être attaqué à revers, Henry V ordonne de massacrer les prisonniers « sinon les seigneurs » (selon Georges Chastellain). Mais les archers refusent parce qu'un tel acte supprime toute possibilité de demander rançon des prisonniers. Henry V menace de pendre quiconque refusera d'obéir à ses ordres et charge un écuyer et 20 archers de tuer les prisonniers. Il craint que la charge d'Ysembart d'Azincourt n'amène les prisonniers français à se soulever contre leurs gardiens. Chaque homme tue son prisonnier. Ils sont égorgés, ils ont le crâne fracassé à la masse d'arme ou à la hache, ou bien enfermés dans des granges auxquelles on met le feu (rapportés par Gilbert de Lannoy qui échappe de peu aux flammes). Le duc de Brabant est lui aussi égorgé. Il n'a pas été reconnu par les Anglais en tant que membre de la maison de Bourgogne.
Henry V peut alors se tourner vers le combat principal. C'est alors que la troisième ligne française, bien que sans chef, charge et se brise sur les Anglais et s'enfuit à son tour. Ysembart d'Azincourt et ses hommes battent eux aussi en retraite. Il est dix-sept heures. La bataille est terminée.
Revenant le lendemain matin sur le champ de bataille, Henry V fait massacrer les blessés français qui ont survécu.

## Facteurs de l'issue de la bataille

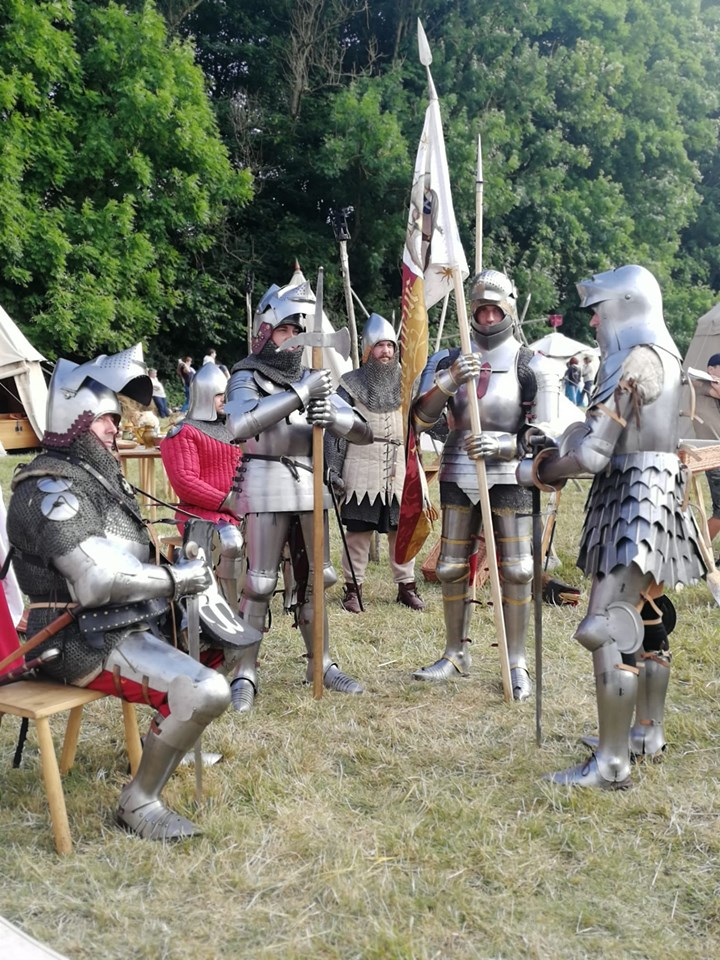
Reconstitution de chevaliers et d'hommes d'armes semblables à ceux ayant combattu sur le champ de bataille d'Azincourt.

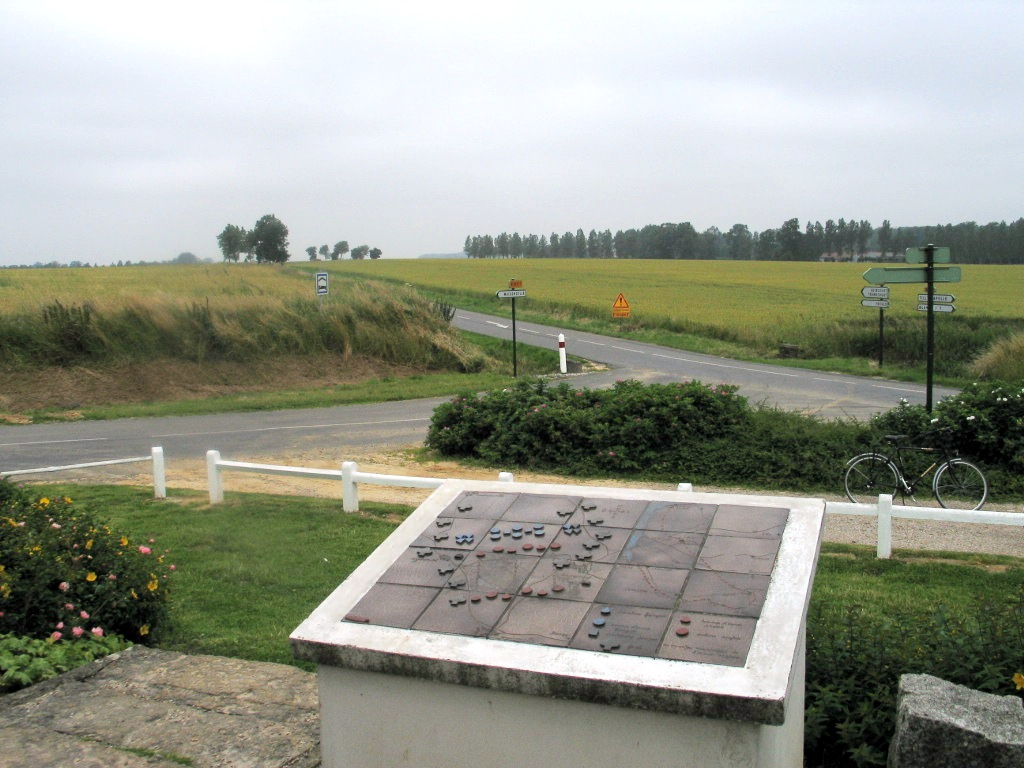
Forêt de Tramecourt.

En plus de leur indiscipline et de leur conviction de remporter la victoire grâce à leur supériorité numérique, les Français se créèrent eux-mêmes certaines difficultés.
Il avait plu toute la nuit précédant la bataille :
- terre boueuse (bourbier) ;
- arbalètes : les cordes d'arbalètes françaises étaient trop humides et donc souvent hors fonctionnement. De plus, les arbalétriers étaient mal placés pour tirer ;
- Jean II Le Meingre dit Boucicaut, commandant les troupes françaises, avait établi un plan de bataille quelques jours avant la bataille avec les grands nobles présents. Cependant, il ne put être appliqué car il ne prenait pas en compte la nature du terrain, qui allait devenir celui d'Azincourt. Il fallut se rendre à l'évidence que l'ost du roi de France était trop nombreux pour manœuvrer dans une plaine aussi étroite rendant alors obsolète le plan de Boucicaut. En conséquence, on en revient à un plan plus simple et traditionnel, en rejetant la piétaille et les gens de trait à l'arrière, privant les hommes d'armes de leurs soutiens ;
- placement en hauteur des Anglais. Les Français ont chargé, de plus à pied, sur une pente boueuse ;
- tactique de placement des lignes anglaises occupant la place entre les deux bois : plus moyen de les attaquer de côté. En outre, Henry V avait placé des hommes dans les bois pour éviter toute approche française par ceux-ci. Les Anglais étaient placés en entonnoir, les Français ont eu le réflexe (chevaleresque) de charger tout droit, les plaçant ainsi sous les flèches anglaises en tir croisé ;
- tous les attaquants français étaient à découvert (de même que les Anglais d'ailleurs)[b], et les archers anglais n'avaient qu'à tirer sans cesse devant eux puisque sur les côtés se trouvaient les deux bois qui restreignaient leur cible ;
- armes de jet : le long bow, un des arcs les plus puissants, mais ne pouvant toutefois transpercer une armure de mailles ou de plates qu'aux défauts de celles-ci. Aussi les tirs étaient, à longue distance, des tirs de sape, et non des tirs efficaces, pour blesser les troupes dont l'équipement défensif était léger et les flèches avaient perdu leur puissance contre les chevaliers lourdement armés. Il fallait se positionner en deçà d'une centaine de mètres pour que le long bow anglais, d'une puissance moyenne de 110 livres, allant de 100  à   180 livres, puisse se montrer efficace dans ce travail de sape. Il n'existe d'ailleurs aucun témoignage fiable d'un noble ayant été tué par une flèche anglaise (ni pour cette bataille ni dans une autre) ;
- cadence de tir des archers anglais : de 12 à 14 flèches par minute (les arbalètes ne pouvant tirer que 2 carreaux par minute). De plus, les archers anglais étant positionnés en entonnoir, le tir croisé s'est révélé efficace pour ajouter de la confusion dans la mêlée française ;
- le nombre des cavaliers français à la charge en rangs serrés. Lorsqu'un cheval tombait pendant la charge, le suivant l'écrasait fréquemment ou trébuchait sur lui. Les archers anglais, qui composaient les deux ailes, avaient planté des pieux dans le sol, afin de se prémunir des charges de cavalerie.

## Bilan

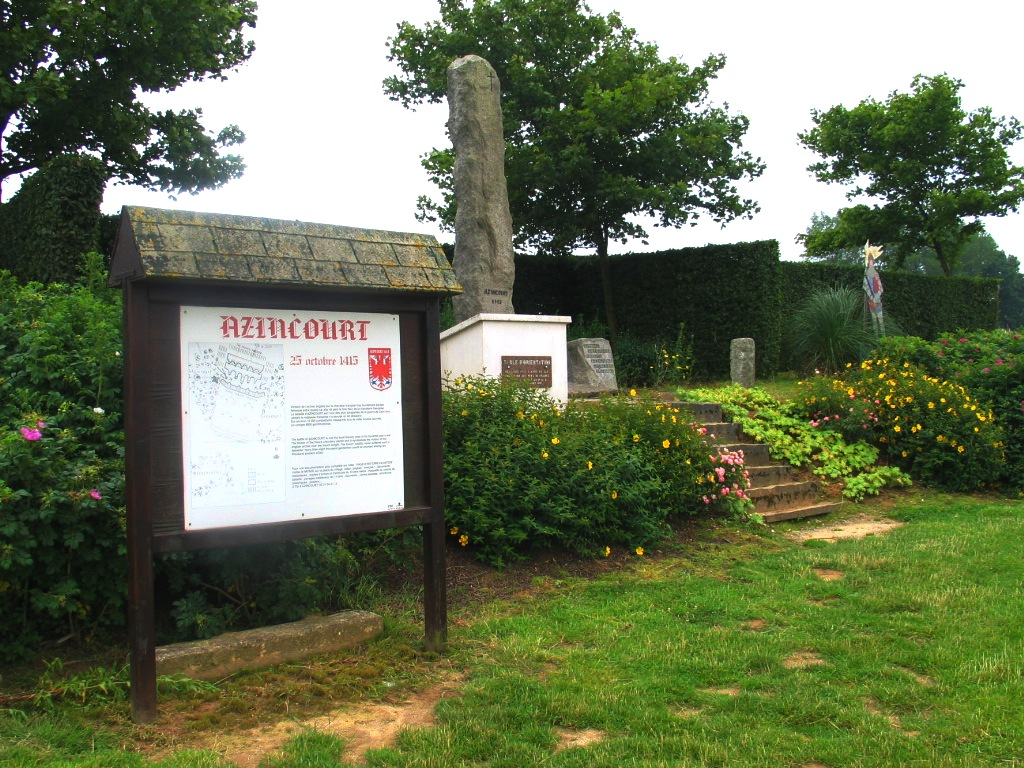
Mémorial de la bataille d'Azincourt.

Les pertes totales des Anglais sont de 13 chevaliers (dont le duc d'York, petit-fils d'Édouard III, tué par le duc d'Alençon) et 600 simples soldats. Les Français perdent 6 000 chevaliers dont le connétable, et de nombreux grands seigneurs (dont quatre princes du sang et Édouard III de Bar), plusieurs ducs (Jean Ier d'Alençon). Charles d'Orléans, cinq comtes (dont Philippe de Bourgogne et le comte Robert de Marle), 90 barons et un millier d'autres chevaliers sont faits prisonniers. Baudoin d'Ailly, dit « Beaugeois », seigneur de Picquigny, vidame d'Amiens, grand seigneur de l'Amiénois, conseiller et chambellan du roi de France Charles VI, meurt trois semaines après la bataille, des suites de ses blessures. À signaler également la mort du duc de Brabant et de Limbourg Antoine de Bourgogne, venu participer à la bataille côté français malgré la neutralité affichée de son frère et suzerain Jean sans Peur, duc de Bourgogne.
Pour survivre, le mieux a été de ne pas participer : « À ce combat, le duc de Bretagne, Jean, bien qu'il eût été appelé, n'assista pas. Étant venu à Amiens avec un grand nombre de ses Bretons, communément estimés à dix mille hommes, il aima mieux attendre là l'issue de la guerre, plutôt que de s'exposer de trop près aux dangers. La bataille terminée, il reprit le chemin de son duché, sans même avoir vu les ennemis, mais non sans quelque dommage pour les localités où il passait. ».
La paix de Troyes, désastreuse pour la France, sera signée cinq ans plus tard.
La débâcle de la chevalerie française d'Azincourt, qui fait suite à celles de Crécy et de Poitiers, prive momentanément la France de cadres administratifs et militaires en grand nombre du fait des nombreux tués chez les baillis et les sénéchaux du roi. Elle met également en évidence la conception dépassée que se font de la guerre les armées françaises et en particulier une partie de la chevalerie, alors qu'Anglais et Ottomans ont déjà organisé des armées unies et disciplinées. Les Français, supérieurs en nombre,  incapables d'obéir à un chef unique et placés dans l'impossibilité de faire manœuvrer les chevaux, comme à la bataille de Poitiers, soixante ans auparavant, auraient eu intérêt à négocier avec Henri V, qui avait abandonné son rêve de revendiquer la couronne de France.
Cette bataille marque un tournant dans l'art de la guerre en Europe. Des armées plus maniables et plus articulées (comme l'était déjà celle d'Édouard III, dont la composition et le comportement permettaient de préfigurer le déroulement des batailles intervenant dès la fin du XIVe siècle) défont des masses hétéroclites pleines de bravoure.
Enfin, cette bataille fait naître dans la population française, eu égard au massacre subi, un sentiment anti-anglais, qui nourrit un patriotisme préexistant en France depuis la bataille de Bouvines, et qui s'amplifiera au cours de la guerre de Cent Ans.

### Liste non exhaustive des tués
- Charles Ier d'Albret, (v.1370-1415), connétable de France, sire d'Albret et comte de Dreux.
- Jean I d'Alençon, (1385-1415), duc d'Alençon et comte du Perche, prince du sang de France.
- Hugues VII d'Amboise (branche de Chaumont), (1345-1415), chambellan du Roi.
- Hugues VIII d'Amboise, (1385-1415), fils du précédent, père de Pierre d'Amboise.
- Baudoin d'Ailly, seigneur de Picquigny et de Varennes (meurt de ses blessures le 19 novembre).
- Regnault d'Azincourt, (+1415), seigneur de Rutel.
- Jean de Bailleul, chevalier[17] (son rattachement à une des différentes familles du même nom n'est pas prouvé).
- Édouard III de Bar, (1377-1415), duc de Bar.
- Robert de Bar ou Robert de Marle, (1390-1415), comte de Marle et de Soissons.
- Philibert de Bauffremont, (né vers 1340-1415), Chambellan de Bourgogne.
- Jean de Bauffremont, (né après 1375-1415), fils de Philibert.
- Jean de Beaujeu (+1415), conseiller & Chambellan du Duc de Berry, seigneur du Colombier, Moncoquier.
- Hugues VII du Bellay, (1367-1415), seigneur du Bellay.
- Jean II de Béthune, (1359-1415), seigneur de Locres.
- Jean du Bois seigneur d'Annequin.
- Jean IV de Bonneval, (v.1355-1415), seigneur de Bonneval.
- Louis de Bourbon, (v.1389-1415), seigneur de Préaux, prince du sang de France.
- Antoine de Bourgogne, (1384-1415), duc de Brabant et duc de Limbourg, prince du sang de France.
- Philippe de Bourgogne, (1389-1415), comte de Nevers et comte de Rethel, prince du sang de France.
- Aleaume de Bournonville, chevalier, seigneur de Bournonville et deux autres membres de sa famille : Gamot de Bournonville et Baudouin de Bournonville
- Guillaume de Brémond, (v.1340-1415), seigneur d'Ars.
- Jean IV de Bueil (v.1361?-1415), seigneur de Bueil, de la Marchière, etc.
- Jean de Chalon, (v.1383-1415), seigneur de Ligny-le-Chatel.
- Jacques de Châtillon, (+1415), amiral de France, seigneur de Dompierre.
- Guy III de Clermont-Nesle (1365-1415), Sire d'Offémont.
- Guichard V de Comborn, (1350-1415), vicomte de Comborn.
- Colart de Fosseux, (v.1362-1415), seigneur de Warcoing.
- Louis de Ghistelles, (+1415), seigneur de Ghistelles
- Guillaume III de Gourcy, (1362-1415), baron de Gourcy.
- Jean IV de la Hamaide, (1364-1415), seigneur de la Hamaide et de Condé, Conseiller de Philippe II de Bourgogne.
- Guillaume VII de Hornes, (1358-1415), comte de Hornes.
- Guillaume IV de Melun, (v.1350-1415), vicomte de Melun et comte de Tancarville.
- Jean de Montaigu, (+1415), archevêque de Sens.
- Ferry Ier de Vaudémont, (1368-1415), comte de Vaudémont et sire de Joinville.
- Jean VI de Pierrepont, (1388-1415), comte de Roucy et seigneur de Montmirail.
- Guichard Dauphin I, (1360-1415), ancien grand maître de France, seigneur de Jaligny.
- Guichard le jeune Dauphin II, (1388-1415), seigneur de Jaligny.
- Pierre II de Villaines, (v.1360-1415), roi d'Yvetot.
- Robert de Wavrin, Sire de Wavrin, de Lillers et de Malannoy, sénéchal de Flandre.
- Robert de Wavrin, fils du précédent.
- Robert de Bonnay, (v.1351-1415), Maréchal de Berry.
- Jean Ier de Garencières, (v.1371-1415), Baron du Puiset, Grand Chambellan de Louis Ier d'Orléans, maître d'hôtel du roi Charles VI, et chevalier banneret au service d'Isabelle de France.